# Stresshormoner
Stresshormoner är de hormoner som utsöndras av endokrina körtlar för att modifiera ens inre miljö under tider av stress, i synnerhet de som aktiverar det sympatiska nervsystemet. Stresshormoner verkar alltid i kroppen, men vid möte med en stressor ökar utsöndringen och aktiviteten i hormonreceptorerna. Utsöndringen av vissa hormoner tonas också ner under stress.
Ämnesomsättningshormon (HPT-axeln) kan också möjligen betraktas som stresshormon, eftersom också detta ökar vid stress; detta leder till förändringar i socker-, fett- och proteinomsättning. Vidare kan ses förändringar i könshormonerna (HPG-axeln) ske vid stress.

## Roll i människors hälsa
Endokrina körtlar utsöndrar stresshormoner för att modifiera ens inre miljö under stress. Genom att utföra olika funktioner som att mobilisera energikällor, öka hjärtfrekvensen och nedreglera metaboliska processer som inte är omedelbart nödvändiga, främjar stresshormoner organismens överlevnad. Utsöndringen av vissa hormoner tonas också ner vid stress. Stresshormoner inkluderar, men är inte begränsade till kortisol, katekolaminer såsom adrenalin och noradrenalin, vasopressin och tillväxthormon.
Stresshormoner spelar en komplex roll för att bekämpa sjukdomar och infektioner, eftersom de kan ha både positiva och negativa effekter på immunförsvaret. Å ena sidan kan stresshormoner förstärka immunsvaret genom att stimulera produktionen av cytokiner, som är molekyler som reglerar inflammation och immunitet. Stresshormoner kan också öka aktiviteten hos naturliga mördarceller och makrofager, som är immunceller som kan förstöra infekterade eller onormala celler. Dessa effekter kan hjälpa kroppen att bekämpa akuta infektioner, såsom influensa och SARS-CoV-1 och SARS-CoV-2, som orsakas av virus.
Å andra sidan kan stresshormoner också undertrycka immunsvaret genom att minska antalet och funktionen av lymfocyter, som är immunceller som producerar antikroppar och koordinerar adaptiv immunitet. Stresshormoner kan också framkalla ett tillstånd av kronisk inflammation som kan skada kroppens vävnader och organ och öka risken för kroniska sjukdomar, såsom artrit, diabetes och hjärt- och kärlsjukdomar. Dessa effekter kan göra kroppen mer sårbar för kroniska infektioner, såsom bakterieinfektioner och autoimmuna sjukdomar, som orsakas av att kroppens eget immunsystem angriper sig själv. Därför har stresshormoner en dubbel roll i kampen mot sjukdomar och infektioner, beroende på stressens typ, varaktighet och intensitet, såväl som patogenens natur. En måttlig och kortvarig stressrespons kan gynna immunförsvaret, medan en svår och långvarig stressrespons kan vara skadlig för immunförsvaret. Balansen mellan de positiva och negativa effekterna av stresshormoner är avgörande för att bibehålla kroppens hälsa och välbefinnande.
Vissa virus, såsom influensa och SARS-CoV-1 och SARS-CoV-2, är kända för att undertrycka utsöndringen av stresshormoner för att undvika organismens immunsvar och på så sätt undvika organismens immunskydd. Dessa virus undertrycker stresshormonet kortisol genom att producera ett protein som efterliknar det mänskliga ACTH-hormonet men som är ofullständigt och inte har hormonell aktivitet. ACTH är ett hormon som stimulerar binjuren att producera kortisol och andra steroidhormoner. Men organismen gör antikroppar mot detta virala protein, och dessa antikroppar dödar också det mänskliga ACTH-hormonet, vilket leder till undertryckande av binjurefunktionen. Sådan binjurebarksuppression är ett sätt för ett virus att undvika immundetektering och eliminering.
Denna virala strategi kan få allvarliga konsekvenser för värden (människan som är infekterad av viruset), eftersom kortisol är väsentligt för att reglera olika fysiologiska processer, såsom metabolism, blodtryck, inflammation och immunsvar. Brist på kortisol kan resultera i ett tillstånd som kallas binjurebarksvikt, vilket kan orsaka symtom som trötthet, viktminskning, lågt blodtryck, illamående, kräkningar och buksmärtor. Binjurebarksvikt kan också försämra värdens förmåga att hantera stress och infektioner, eftersom kortisol hjälper till att mobilisera energikällor, öka hjärtfrekvensen och nedreglera icke-essentiella metaboliska processer under stress. Genom att undertrycka kortisolproduktionen kan därför vissa virus fly undan immunförsvaret och försvaga värdens allmänna hälsa och motståndskraft.